# Ozero Sverzno
Ozero Sverzno (ryska: Озеро Сверзно) är en sjö i Belarus.   Den ligger i voblasten Vitsebsks voblast, i den norra delen av landet, 130 km norr om huvudstaden Minsk. Ozero Sverzno ligger 158 meter över havet. Arean är 0,23 kvadratkilometer. Den sträcker sig 1,4 kilometer i nord-sydlig riktning, och 0,5 kilometer i öst-västlig riktning.
I omgivningarna runt Ozero Sverzno växer i huvudsak blandskog. Runt Ozero Sverzno är det ganska glesbefolkat, med 21 invånare per kvadratkilometer.